# María Luisa Tishner
María Luisa Cavassa Mesia, más conocida como María Luisa Tishner (Lima, febrero de 1957), es una activista y empresaria peruana residenciada en Indianapolis.

## Biografía
Nació en Lima, Perú,hija de Laura Mesías Montero y Alberto Cavassa Petraglio. Fue educada en el Instituto Superior Técnico Superior Particular en Trujillo, Perú. Fue asistente ejecutiva y administradora en Honda Perú. En diciembre de 1983 se mudó a Indianapolis luego de conocer a su esposo, John Tishner.
María comenzó a trabajar como educadora de salud comunitaria para el Wishard Hospital en Indianápolis a finales de 1990.Actualmente es directora de programas en el Indiana Latino Institute, una organización que tiene como objetivo mejorar la salud y promover la educación de la comunidad latina del estado de Indiana en Estados Unidos. Ayudó a coordinar programas sobre los peligros del tabaquismo.
Maria también trabaja como especialista en divulgación e inscripción para la Ley del Cuidado de Salud a Bajo Precio con HealthNet.